# Jos van Manen Pieters

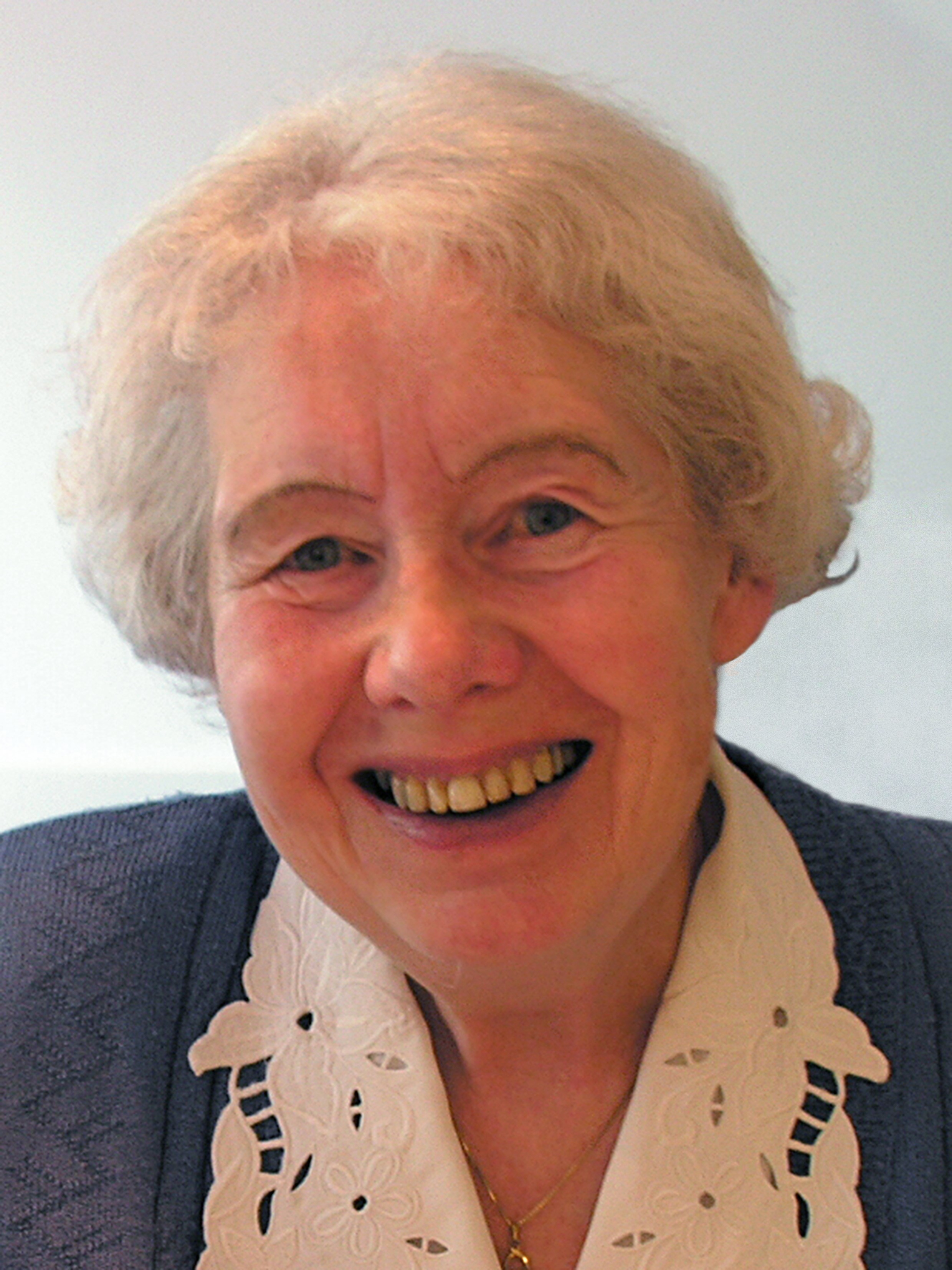
Jos van Manen Pieters

Jos van Manen Pieters (Zaandam, 21 de marzo de 1930 – Ede, 1 de febrero de 2015) era una escritora holandesa ganadora del Premio Athos en 1965.

## Biografía
Escribió unos treinta libros, en los que no rehuía temas delicados como el incesto. Su exitosa serie de novelas “Tuinfluitertrilogie” apareció desde 1955 y se ha reimpreso varias veces.